# Tågfärjan Malmö
Tågfärjan Malmö var en svensk järnvägsfärja som 1900–1945 gick på de svenska och danska järnvägarnas gemensamt drivna linje Malmö–Köpenhamn.
Malmö  var Sveriges första färja, medan den första danska tågfärjan, Lillebælt, sattes i trafik över Lilla Bält redan 1876 och Danske Statsbaner 1892 startat tågfärjetrafik mellan Helsingör och Helsingborg med hjulångaren Kronprinsesse Louise. Åren 1983–1884 överenskom de svenska och danska regeringarna och myndigheterna om en färjelinje mellan Malmö och Köpenhamn, att trafikeras med en färja som Danske Statsbaner införskaffade. Det blev hjulångaren København, som byggdes av Burmeister & Wain i Köpenhamn.
Tågfärjetrafik över Öresund kom igång i oktober 1895. Beläggningen på linjen ökade  snabbt, och i december 1898 hemställde den svenska Järnvägsstyrelsen om medel att inköpa också en svensk färja. Beställningen lades ut på Kockums Mekaniska Verkstad i Malmö och färjan Malmö levererades i augusti 1900.
Tågfärjan hade två järnvägsspår och rangerades endast från akterändan.
År 1911 började tåg med sovvagnar gå på sträckan Stockholm–Köpenhamn.
Malmö trafikerade rutten till 1945, varefter hon höggs upp i Ystad året därpå. Hon ersattes av den nybyggda Tågfärjan Malmöhus.